# فريدريك ليهن
فريدريك ليهن (بالإنجليزية: Fredric Lehne)‏ هو ممثل أمريكي، ولد في 3 فبراير 1959 ببوفالو في الولايات المتحدة.

## أعمال

### أفلام
- (1980) أناس عاديون[3]
- (1997) رجال ذوو بزات سوداء[4][5]
- (1997) كون إير[6]
- (2012) 30 دقيقة بعد منتصف الليل[7]
- (2012) نهوض فارس الظلام[8][9][10][11]
- (2017) أعظم رجل استعراض[12]

### مسلسلات
- اكذب علي
- الضياع
- الملفات الغامضة
- الواعظ
- دالاس
- موردر
- التحقيق في موقع الجريمة
- نيويورك
- عقول إجرامية
- كاسل
- كوانتيكو

## وصلات خارجية
- فريدريك ليهن على موقع IMDb (الإنجليزية)
- فريدريك ليهن على موقع ألو سيني (الفرنسية)
- فريدريك ليهن على موقع أول موفي (الإنجليزية)
- فريدريك ليهن على موقع قاعدة بيانات الأفلام السويدية (السويدية)
- فريدريك ليهن على موقع قاعدة بيانات الفيلم (الإنجليزية)
- فريدريك ليهن على موقع كينوبويسك (الروسية)